# Vol 455 de Cubana
El vol 455 de Cubana, que es dirigia de l'illa de Barbados a Jamaica amb destí a la capital cubana de l'Havana, va ser destruït en un atemptat terrorista que va tenir lloc el 6 d'octubre de 1976. Les 73 persones a bord de l'aeronau, un Douglas DC-8 de fabricació estatunidenca, van resultar mortes en el fins aleshores pitjor atac d'aquest tipus a l'hemisferi occidental. En el tràgic atemptat es van utilitzar dues bombes, descrites com dinamita o explosiu C-4.
Les investigacions posteriors van implicar diversos individus contraris a la Revolució Cubana que tenien vincles amb la CIA, a més d'alguns membres de la policia secreta de la DISIP veneçolana. Nogensmenys, l'atemptat va tenir ràpidament implicacions polítiques internacionals quan el govern cubà va acusar el govern dels Estats Units d'Amèrica (EUA) de complicitat en l'atac.
Documents de la CIA desclassificats el 2005 indicaren que aquesta agència d'espionatge «tenia informació concreta avançada, el juny de 1976, sobre plans de grups terroristes formats per cubans exiliats d'atacar amb una bomba un avió de línia de Cubana de Aviación». Per la seva banda, l'antic agent de la CIA Luis Posada Carriles negaria haver estat personalment involucrat en l'atemptat, malgrat proporcionar-ne diversos detalls en el llibre de 1994 Los caminos del guerrero.
Quatre homes van ser arrestats amb relació a l'atemptat, i jutjats a Veneçuela: Freddy Lugo i Hernán Ricardo Lozano van ser sentenciats a 20 anys de presó, i Orlando Bosch Ávila va ser absolt a causa de defectes tècnics en la consecució de les proves i evidència per part de la fiscalia. Després va viure a la ciutat de Miami, on va morir el 2011. D'altra banda, Luis Posada Carriles va romandre detingut durant vuit anys mentre esperava una sentència definitiva fins que va aconseguir fugir als EUA en estranyes circumstàncies, on va viure protegit fins a la seva mort el 2018.

## Atemptat
El 6 d'octubre de 1976, el vol CU-455 de Cubana de Aviación va partir de Guyana cap a la capital cubana de l'Havana, via les illes de Trinitat, Barbados i Jamaica. Amb tot, l'avió no va aconseguir arribar a Kingston, ja que a les 17.24, només nou minuts després d'haver-se enlairat des de l'Aeroport de Seawell i a uns 18.000 peus d'altura, va explotar una bomba que estava amagada al lavabo posterior.
El capità del vol, el pilot Wilfredo Pérez Pérez, va emetre per ràdio el següent missatge a la torre de control: «Tenim una explosió a bord, estem descendint ràpidament! Tenim foc a bord! Sol·licitem aterrar immediatament! Tenim una emergència total!». L'aeronau va iniciar un descens ràpid, mentre ambdós pilots intentaven infructuosament de portar l'aeronau de tornada a l'Aeroport de Seawell, una segona bomba va explotar a continuació, contribuint definitivament a que l'avió s'estavellés.
Com fer un aterratge d'emergència ja no era possible, el capità va decidir enfilar l'aeronau cap a l'oceà Atlàntic, salvant així les vides dels turistes que es trobaven a les platges properes. L'avió finalment es va estavellar a uns 8 km de l'aeroport.
Les 73 persones a bord van morir (48 passatgers i 25 membres de la tripulació): 57 cubans, 11 guyanesos i 5 nord-coreans. Entre els morts es trobaven els 24 membres de la selecció cubana juvenil d'esgrima, que tornaven a Cuba després d'haver guanyat totes les medalles d'or al Campionat Centreamericà i del Carib, així com alts funcionaris cubans. Entre els 11 guyanesos hi havia joves estudiants de medicina, i els cinc nord-coreans eren funcionaris del govern de Kim Il-sung i un càmera.

## Procés judicial
Hores després de les dues explosions, les autoritats de Trinitat i Tobago van arrestar Freddy Lugo i Hernán Ricardo Lozano, exagents veneçolans de la DISIP que havien abordat l'avió a Trinitat i que en teoria viatjaven a Cuba com a destinació final, però que finalment van desembarcar a l'escala intermèdia de Barbados, abans de tornar a l'illa de partida. Després es descobriria que Ricardo havia viatjat amb una identitat falsa, sota el nom de José Vázquez García. Lugo i Ricardo finalment van confessar, declarant haver actuat a les ordres de Luis Posada Carriles. Els seus testimonis, a més d'altres proves i evidències addicionals, van implicar a Posada Carriles al costat del cubà Orlando Bosch Ávila.
El president veneçolà, Carlos Andrés Pérez, ordenà a l'agent Orlando García, com a cap de la DISIP, la investigació de l'atemptat terrorista. El 14 d'octubre de 1976, tant Posada Carriles com Bosch van ser arrestats a Caracas, i les oficines de l'agència privada de seguretat de la qual Posada Carriles era l'amo, van ser escorcollades. Allà es van trobar armes, explosius i un transmissor de ràdio. Ricardo era un empleat d'aquesta agència quan es va produir l'atemptat, mentre que Lugo treballava com a fotògraf per al Ministeri de Mines i Hidrocarburs. El 20 d'octubre, representants oficials de Barbados, Cuba, Guyana, Trinitat i Tobago i Veneçuela van mantenir una reunió a Port-of-Spain en què van prendre la decisió que es realitzés el judici a Veneçuela car aquest era el lloc de procedència dels quatre acusats. Poc temps després, Lugo i Ricardo hi van ser deportats.
El 25 d'agost de 1977, la jutgessa Delia Estava Moreno va derivar el cas a un tribunal militar, acusant als quatre conspiradors d'haver comès traïció. Tres anys després, el setembre de 1980, un jutge militar veneçolà va absoldre els quatre acusats. El fiscal va argumentar que una cort militar era el fòrum judicial equivocat per a jutjar el cas per dues raons: cap dels homes acusats tenia grau militar i el delicte d'homicidi qualificat no pot ser jutjat per un tribunal militar, sinó pel dret penal comú. Per tant, la Cort Militar d'Apel·lació va acordar declarar-se incompetent i renunciar a la seva jurisdicció respecte de l'eventual processament dels sospitosos. El jutge va sentenciar que els acusats «són civils i els crims que se'ls imputa estan regits pel Codi Penal, i no pel de Justícia Militar. Els delictes comuns no estan subjectes a les disposicions de el Codi de Justícia Militar».
Els quatre van ser llavors acusats, davant la Cort Penal N° 11 de Veneçuela dels càrrecs d'homicidi agreujat. El 8 d'agost de 1985, el jutge Alberto Pérez Marcano va sentenciar a Lugo i Ricardo a 20 anys de presó cadascun. No obstant això, el jutge es va abstenir d'aplicar una pena major «a causa de la circumstància de no tenir un promptuari criminal previ». Pel que fa a Orlando Bosch Ávila, aquest va ser finalment absolt perquè les proves recollides per les autoritats de Barbados durant el transcurs de la investigació no van poder ser utilitzades en el judici que s'havia iniciat a Veneçuela, ja que van ser presentades massa tard i encara no havien estat traduïdes de l'anglès al castellà.
D'altra banda, Posada Carriles va fugir de la presó de San Juan de los Morros la vigília que el tribunal pronunciés la seva sentència. Just havia estat confinat a aquesta presó després de dos intents fallits anteriors de fuga. Posteriorment, s'al·legà que les autoritats veneçolanes implicades en la seva detenció havien estat subornades per ajudar-lo a escapar. En aquestes condicions, no es va poder arribar a cap veredicte contra ell perquè, segons el Codi Penal llavors vigent a Veneçuela, un procés judicial no podia ser in absentia i per contra requeria la presència de l'acusat durant la substanciació del mateix. La Cort va emetre llavors una ordre de detenció contra ell, que el novembre de 2005 encara es trobava pendent.
Un altre jutge va ordenar que el cas fos revisat per una Cort d'Apel·lació. El govern veneçolà va declinar apel·lar el cas, i el novembre de 1987 Orlando Bosch Ávila va ser alliberat. Havia complert 11 anys de presó, tot i haver estat absolt no una sinó dues vegades. Per la seva banda, Lugo i Lozano van ser finalment alliberats el 1993 i continuaven residint a Veneçuela. Per la seva banda, Posada Carriles va fugir a Panamà i després als EUA. L'abril de 2005, el govern d'Hugo Chávez va emetre una nova ordre de captura amb relació a l'atemptat terrorista contra el vol 455 de Cubana, del qual es complirien trenta anys. No obstant això, un jutge d'immigració dels EUA va fallar que Posada Carriles no podia ser deportat ni a Cuba ni a Veneçuela perquè «podia ser objecte de tortures en aquests països».
El 18 de juliol de 1990, el president dels EUA, George Bush, a sol·licitud del seu fill Jeb Bush, va perdonar Bosch de tots els càrrecs estatunidencs que sobre ell encara pesaven. Aquest perdó va ser atorgat malgrat les objeccions del propi Departament de Defensa, respecte el fet que Bosch era un dels més letals terroristes que havien actuat «dins de l'hemisferi occidental», afegint que «encara que diversos països busquen l'extradició de Bosch, ell continua lliure als EUA». La pressió política per atorgar-li el perdó a Bosch havia començat durant una campanya al Congrés dels Estats Units per part d'Ileana Ros-Lehtinen.
El 2005, Posada Carriles va ser detingut a l'estat de Texas per les autoritats immigratòries dels EUA sota l'acusació d'ingrés il·legal al seu territori. El 28 de setembre de 2005, un jutge d'immigració va sentenciar que Posada Carriles no podia ser deportat perquè enfrontava l'amenaça de tortures a Veneçuela. Els càrrecs van ser finalment retirats el 8 de maig del 2007. El seu alliberament sota fiança el 19 d'abril va provocar una forta reacció negativa per part dels governs de Cuba i Veneçuela.
El 2007, el congressista Bill Delahunt i José Pertierra, un advocat d'immigració que representava el govern de Veneçuela, van argumentar que Posadas Carriles sí podia ser deportat, pel fet que el govern dels EUA en realitat estava fent una excepció legal: atès que els EUA estava practicant la dubtosament legal extraordinary rendition respecte de la captura i el trasllat de sospitosos de terrorisme a Egipte i Síria (ambdós països acusats d'haver practicat tortures contra presoners), EUA també podria deportar Posada Carriles a Cuba o Veneçuela.
Alliberat dels seus càrrecs a Veneçuela, Orlando Bosch Àvila va viatjar als EUA, amb l'assistència de l'aleshores ambaixador dels EUA a Caracas, Otto Reich, on va ser detingut a causa de la violació dels termes de la seva llibertat condicional. El Departament de Justícia dels Estats Units havia urgit el tribunal a mantenir-lo a la presó perquè era «un autor intel·lectual (mastermind) reconegut de conspiracions i atacs terroristes», un risc i un perill per a la comunitat.

## Connivència de la CIA i l'FBI
Luis Posada Carriles, un cubà exiliat i nacionalitzat veneçolà, havia estat entre 1967 i 1974 el director de contraintel·ligència de la Direcció dels Serveis d'Intel·ligència i Prevenció (DISIP) de Veneçuela.
D'altra banda, un document estatunidenc classificat alliberat a través de la Freedom Of Information Act, confirmà l'estatus que va arribar a tenir Posada Carriles amb la CIA: «té un interès operacional, està rebent aproximadament 300 dòlars al mes». A més, Posada Carriles estava fortament involucrat amb els grups dretans de l'exili cubà de Miami, contraris al govern cubà, en particular amb la National Cuban-American Foundation i la Coordinadora de Organizaciones Revolucionarias Unidas (CORU), en aquell moment dirigida per Orlando Bosch.
D'acord amb els documents, Posada Carriles va deixar de ser un actiu de la CIA el 1974, tot i que va continuar tenint «contactes ocasionals» fins al juny de 1976, uns quatre mesos abans de l'atemptat terrorista contra el vol 455 de Cubana. A més, ja aleshores la CIA tenia informació avançada sobre els possibles plans terroristes de grups radicalitzats de l'exili cubà d'atacar un avió de l'aerolínia Cubana de Aviación, i fins i tot un dels agents de l'FBI a Caracas va arribar a tenir diversos contactes amb un dels veneçolans que finalment acabarien posant les bombes a l'aeronau. Tot i aquesta informació sobre un possible atemptat, se'ls va proveir de visat d'entrada als EUA l'1 d'octubre (cinc dies abans de l'atac), tot i les sospites que pesaven sobre ell, en particular les relacionades al fet que aparentment estava involucrat en activitats terroristes sota la direcció de Luis Posada Carriles.
Un document desclassificat de la CIA, amb data original del 12 d'octubre de 1976, sis dies després de l'atemptat terrorista i gairebé un mes després de la reunió de col·lecta de fons per a la CORU, que va tenir lloc el 15 de setembre, cita Luis Posada Carriles afirmant: «Anem a colpejar un avió de línia cubà, Orlando té els detalls».

Un document desclassificat de l'FBI, datat el 21 d'octubre de 1976, cita el membre de la CORU Secundino Carrera assenyalant que aquesta organització contrària al govern cubà «era responsable de la bomba al DC-8 de Cubana de Aviación del 6 d'octubre de 1976. Aquesta bomba i les morts resultants estaven plenament justificades perquè la CORU estava en guerra contra el govern de Fidel Castro».

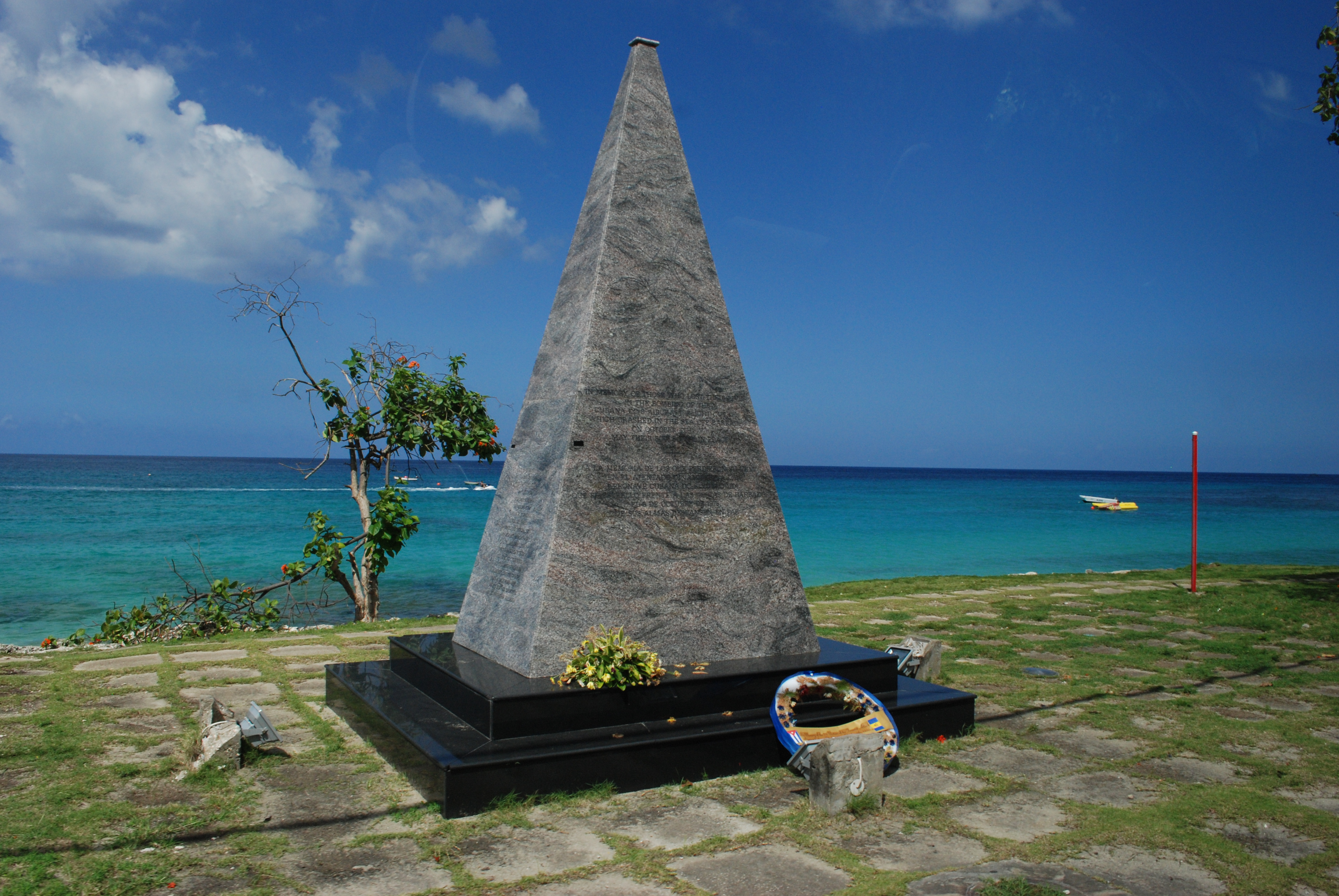
Monument commemoratiu del Vol 455 a Bridgetown

Documents publicats pel National Security Archive el 3 de maig de 2007, revelaren els vincles que Luis Posada Carriles tenia amb l'atemptat al vol 455 de Cubana de 1976 i amb altres plans d'atacs terroristes i conspiracions, incloent una oficina de l'aerolínia British West Indian Airways a Barbados i l'ambaixada de Guyana a Trinitat i Tobago. Peter Kornbluh, director de la documentació relacionada amb Cuba del National Security Archive, organització de recerca independent que es troba a la Universitat George Washington, va considerar que «les proves involucren Luis Posada Carriles en esforços violents per a soscavar el govern comunista de Castro».